# Chris Elliott
Christopher Nash Elliott (New York, 1960. május 31. –) amerikai színész, humorista és négyszeres Primetime Emmy-díjas forgatókönyvíró.
Pályafutását a Late Night with David Letterman humoros szkeccseivel kezdte. A sorozat forgatókönyvírójaként négy egymást követő évben vehetett át Primetime Emmy-díjakat. 1990 és 1992 között egy szituációs komédia, a Get a Life alkotója és főszereplője volt. Az ezredforduló után játszott a Szeretünk Raymond (2003–2005), az Így jártam anyátokkal (2009–2014) és a Schitt's Creek (2015–2020) epizódjaiban.
A mozivásznon is leginkább komédiákban szerepelt. Feltűnt az Idétlen időkig (1993), A hajó hülyéje (1994), a Keresd a nőt! (1998), a Hóból is megárt a sok (2000) és a Horrorra akadva 2. (2001) című filmekben.

## Filmográfia

### Film
| Év   | Magyar cím                         | Eredeti cím                         | Szerep                           | Magyar hang      |
| ---- | ---------------------------------- | ----------------------------------- | -------------------------------- | ---------------- |
| 1983 |                                    | Lianna                              | világítástechnikai asszisztens   |                  |
| 1984 |                                    | Hyperspace                          | Hopper                           |                  |
| 1985 | Mi van, haver?                     | My Man Adam                         | Mr. Spooner                      |                  |
| 1986 | Az embervadász                     | Manhunter                           | Zeller                           | Jakab Csaba      |
| 1989 | A mélység titka                    | The Abyss                           | Bendix                           | Hankó Attila     |
| 1989 | New York-i történetek              | New York Stories                    | rabló                            | Gesztesi Károly  |
| 1993 | CB4                                | CB4                                 | A. White                         | Seszták Szabolcs |
| 1993 | Idétlen időkig                     | Groundhog Day                       | Larry                            | Kautzky Armand   |
| 1994 | A hajó hülyéje                     | Cabin Boy                           | Nathanial Mayweather             | Schnell Ádám     |
| 1996 | Tökös tekés                        | Kingpin                             | szerencsejátékos                 | Bácskai János    |
| 1998 | Keresd a nőt!                      | There's Something About Mary        | Dom Woganowski                   | Schnell Ádám     |
| 2000 |                                    | The Sky is Falling                  | Santa Claus                      |                  |
| 2000 | Bölcsek kövére 2. – A Klump család | Nutty Professor II: The Klumps      | étteremvezető (cameo)            |                  |
| 2000 | Hóból is megárt a sok              | Snow Day                            | Roger "Snowplowman" Stubblefield | Rosta Sándor     |
| 2001 | Ozmózis Jones – A belügyi nyomozó  | Osmosis Jones                       | Bob                              | Seress Zoltán    |
| 2001 | Horrorra akadva 2.                 | Scary Movie 2                       | Pracli                           | Sebestyén András |
| 2006 | Horrorra akadva 4.                 | Scary Movie 4                       | Ezekiel                          | Bicskey Lukács   |
| 2006 |                                    | I'll Believe You                    | Eugene                           |                  |
| 2007 | Karácsonyi fények                  | Thomas Kinkade's Home for Christmas | Ernie Trevor                     |                  |
| 2009 | Táncfilm                           | Dance Flick                         | Ron                              | Kapácsy Miklós   |
| 2010 |                                    | Speed-Dating                        | Green felügyelő                  |                  |
| 2012 | A diktátor                         | The Dictator                        | Mr. Ogden                        |                  |
| 2012 |                                    | The Library                         | önmaga                           |                  |
| 2014 | Hogyan írjunk szerelmet            | The Rewrite                         | Jim                              | Schnell Ádám     |
| 2017 | Sandy Wexler                       | Sandy Wexler                        | Mr. Buttons                      |                  |
| 2017 |                                    | Frat Star                           | Eugene Cooper                    |                  |

Rövidfilmek
- The Travelling Poet (1993) – Alan Squire (filmrendező)
- Poolside Ecstasy (1994) – medencés fiú (filmrendező)
- Housewives: The Making of the Cast Album (1994) – Chris a díva (filmrendező)

### Televízió
| Év        | Magyar cím                               | Eredeti cím                       | Szerep                                                  | Megjegyzések                              |
| --------- | ---------------------------------------- | --------------------------------- | ------------------------------------------------------- | ----------------------------------------- |
| 1982–1988 |                                          | Late Night with David Letterman   | több szereplő                                           | forgatókönyvíró                           |
| 1987      |                                          | FDR: A One Man Show               | Franklin D. Roosevelt                                   | különkiadás                               |
| 1987      |                                          | Action Family                     | Chris                                                   | tévéfilm                                  |
| 1987      | Miami Vice                               | Miami Vice                        | Danny Allred                                            | - 1 epizód - magyar hangja: - Tóth Roland |
| 1987      |                                          | The Equalizer                     | Rags Maloney                                            | 1 epizód                                  |
| 1989      |                                          | Tattingers                        | Spin                                                    | 3 epizód                                  |
| 1990–1992 |                                          | Get a Life                        | Chris Peterson                                          | 36 epizód                                 |
| 1992      |                                          | Medusa: Dare to Be Truthful       | Andy                                                    | tévéfilm                                  |
| 1994      | Pete és kis Pete                         | The Adventures of Pete & Pete     | Meterman Ray                                            | 1 epizód                                  |
| 1994–1995 | Saturday Night Live                      | Saturday Night Live               | több szereplő                                           | 19 epizód                                 |
| 1995–1996 |                                          | Murphy Brown                      | Steve                                                   | 2 epizód                                  |
| 1995      |                                          | The Larry Sanders Show            | önmaga                                                  | 1 epizód                                  |
| 1995      | Mezitlábas menedzser                     | The Barefoot Executive            | Jase Wallenberg                                         | tévéfilm                                  |
| 1996      |                                          | Wings                             | Steve                                                   | 1 epizód                                  |
| 1997      |                                          | Duckman: Private Dick/Family Man  | Dr. Reamus Elliott (hangja)                             | 1 epizód                                  |
| 1997      | Sabrina, a tiniboszorkány                | Sabrina the Teenage Witch         | Warren                                                  | 1 epizód                                  |
| 1997–1998 |                                          | The Naked Truth                   | Bradley Crosby                                          | 10 epizód                                 |
| 1998      | Herkules                                 | Hercules                          | Tritón (hangja)                                         | 1 epizód                                  |
| 1998      | A dadus                                  | The Nanny                         | Chris Malley                                            | 1 epizód                                  |
| 1999      |                                          | Tracey Takes On...                | Gilbert Bronson                                         | 1 epizód                                  |
| 1999–2000 |                                          | Dilbert                           | Dogbert (hangja)                                        | 30 epizód                                 |
| 2000      | Végtelen határok                         | The Outer Limits                  | Jack Parson                                             | 1 epizód                                  |
| 2000–2001 |                                          | Cursed                            | Larry Heckman                                           | 17 epizód                                 |
| 2001      | Ed                                       | Ed                                | Chet Bellafiore                                         | 1 epizód                                  |
| 2001–2006 | Férjek gyöngye                           | The King of Queens                | F. Moynihan / Pete                                      | 2 epizód                                  |
| 2002      | Szívem csücskei                          | Still Standing                    | Jeff Hackman                                            | 1 epizód                                  |
| 2002–2004 | Jim szerint a világ                      | According to Jim                  | Pierson tiszteletes                                     | 3 epizód                                  |
| 2003–2005 | Szeretünk Raymond                        | Everybody Loves Raymond           | Peter MacDougall                                        | 10 epizód                                 |
| 2003–2008 | Texas királyai                           | King of the Hill                  | Chris Sizemore / Ed Burnett / Rob Holguin (hangja)      | 5 epizód                                  |
| 2004      | Harmadik műszak                          | Third Watch                       | Jeffrey Barton                                          | 2 epizód                                  |
| 2005      | Azok a 70-es évek show                   | That '70s Show                    | Mr Bray                                                 | 1 epizód                                  |
| 2006      |                                          | Minoriteam                        | Space Drifter (hangja)                                  | 1 epizód                                  |
| 2008      |                                          | Code Monkeys                      | Chris (hangja)                                          | 1 epizód                                  |
| 2008–2015 | Esküdt ellenségek: Különleges ügyosztály | Law & Order: Special Victims Unit | Anton Thibodeaux / Pete Matthews                        | 2 epizód                                  |
| 2009–2014 | Így jártam anyátokkal                    | How I Met Your Mother             | Mickey                                                  | 11 epizód                                 |
| 2010      | Futurama                                 | Futurama                          | V-Giny (hangja)                                         | 1 epizód                                  |
| 2011      | SpongyaBob Kockanadrág                   | SpongeBob SquarePants             | Poltergeist (hangja)                                    | 1 epizód                                  |
| 2011      | Író és kamuhős                           | Bored to Death                    | halász                                                  | 1 epizód                                  |
| 2011–2014 |                                          | Eagleheart                        | Chris Monsanto                                          | 34 epizód                                 |
| 2012      |                                          | Metalocalypse                     | Klokateer / Dr. Commander Vermin Chuntspinkton (hangja) | 2 epizód                                  |
| 2014      | Balfékek                                 | Community                         | Russell Borchert                                        | 1 epizód                                  |
| 2014      | Vérmes négyes                            | Hot in Cleveland                  | Luke                                                    | 1 epizód                                  |
| 2014      |                                          | The Birthday Boys                 | Dr. Gerard Loudon                                       | 1 epizód                                  |
| 2015      | A férjem védelmében                      | The Good Wife                     | Adrian Fluke                                            | 1 epizód                                  |
| 2015      | Jackie nővér                             | Nurse Jackie                      | Vigilante Jones                                         | 1 epizód                                  |
| 2015      | A sebész                                 | The Knick                         | kikötői hivatalnok                                      | 1 epizód                                  |
| 2015–2020 |                                          | Schitt's Creek                    | Roland Schitt                                           | 79 epizód                                 |
| 2016      |                                          | Graves                            | Thomas Nash                                             | 3 epizód                                  |
| 2017      |                                          | Friends from College              | mentalista                                              | 1 epizód                                  |
| 2017      |                                          | Difficult People                  | Rick                                                    | 1 epizód                                  |
| 2017      | Amerika Huangjai                         | Fresh Off the Boat                | Adam                                                    | 2 epizód                                  |
| 2017      | Az utolsó ember a Földön                 | The Last Man on Earth             | Glenn                                                   | 2 epizód                                  |
| 2017      |                                          | At Home with Amy Sedaris          | gazdag nagybácsi                                        | 1 epizód                                  |
| 2020      |                                          | The Shivering Truth               | ismeretlen szinkronhang                                 | 1 epizód                                  |
| 2022      | Botcsinálta látnok                       | Maggie                            | Jack                                                    | 13 epizód                                 |

## Fordítás
- Ez a szócikk részben vagy egészben  a   Chris Elliott című angol Wikipédia-szócikk fordításán alapul.  Az eredeti cikk szerkesztőit annak laptörténete sorolja fel. Ez a jelzés csupán a megfogalmazás eredetét és a szerzői jogokat jelzi, nem szolgál a cikkben szereplő információk forrásmegjelöléseként.